# Flacourtia ramontchi
Flacourtia ramontchi là một loài thực vật có hoa trong họ Liễu. Loài này được L'Hér. mô tả khoa học đầu tiên năm 1786.